# Erodium malacoides
Erodium malacoides (L.) L'Hér. 1789 es una especie herbácea y perenne perteneciente a la familia de las geraniáceas.

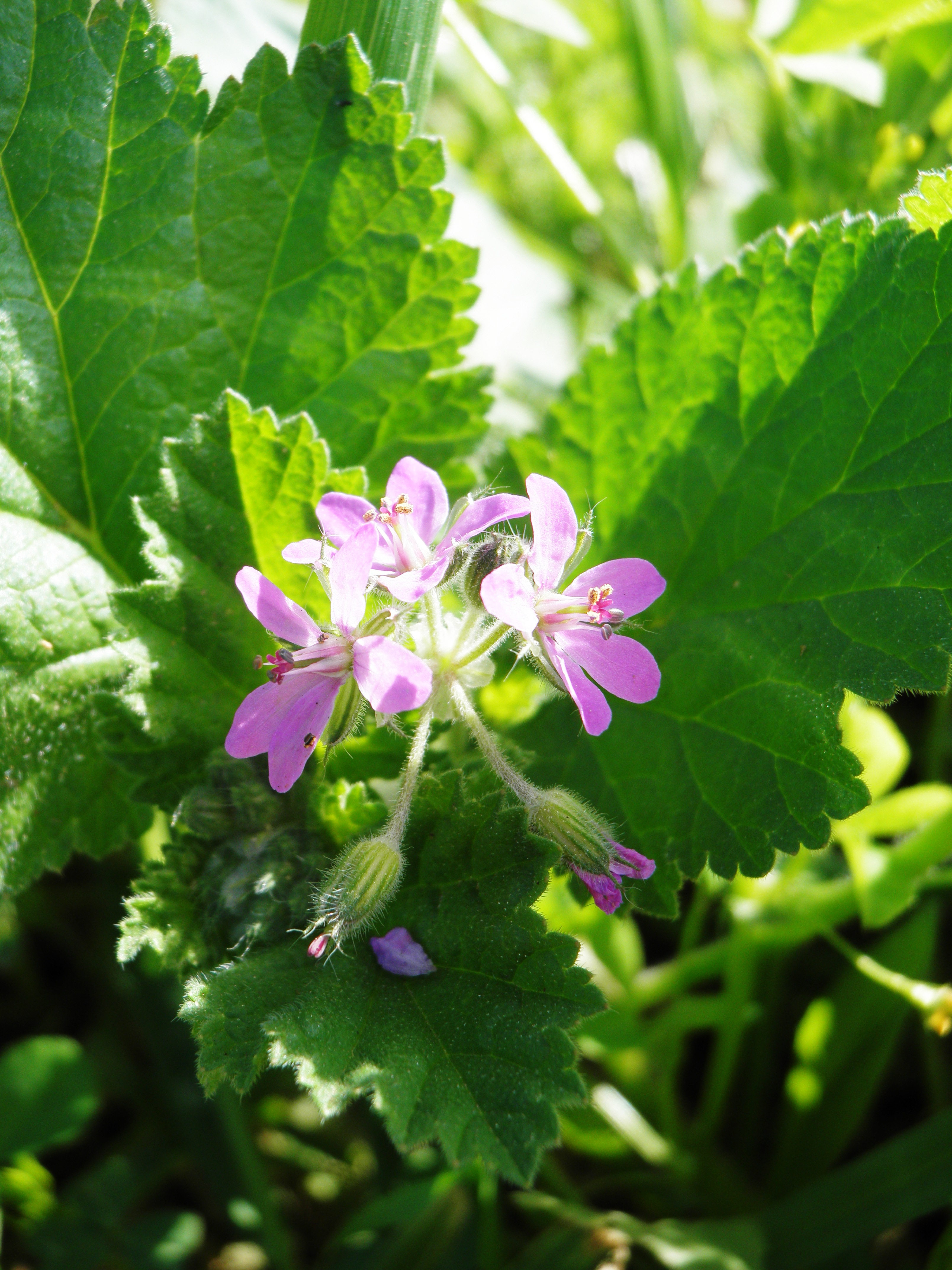
Vista de la planta con flor

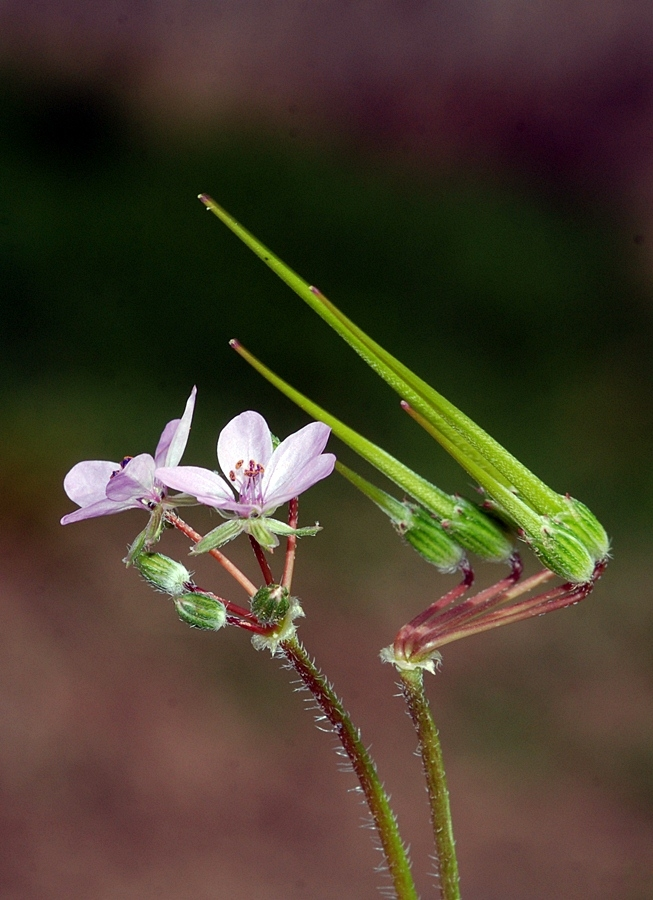
Flor y fruto

## Hábitat
Está considerada como una  mala hierba anual o bienal;  nativa de gran parte de Eurasia y África del Norte, pero se puede encontrar en la mayoría de los continentes donde es una especie introducida. 

## Descripción
La planta joven crece con un número de hojas verdes radialmente hacia el exterior  y plana contra el suelo de un tallo central. El tallo puede llegar a alcanzar medio metro de altura con hojas de más longitud, tiene  pecíolos peludos. Tiene pequeñas flores con punta desde el centro  cinco sépalos y pétalos de color lila magenta. El fruto es de color verde con un órgano glandular alrededor de la mitad del mismo de un centímetro de largo.

## Taxonomía
Erodium malacoides fue descrita por (L.) L'Hér. y publicado en Hortus Kewensis; or, a catalogue . . . 2: 415. 1789.
Etimología
Erodium: nombre genérico que deriva del griego erodios =  "una garza" debido al largo pico en el fruto.
Etimología
malacoides: epíteto latíno que significa "como suave".  
Citología
Número de cromosomas de Erodium malacoides (Fam. Geraniaceae) y táxones infraespecíficos:  2n=40
Sinonimia
- Erodium althaeoides Jordan
- Erodium malvaceum Jordan
- Erodium ribifolium sensu
- Geranium malacoides L.[4]
- Erodion malachoideum (L.) St.-Lag.
- Erodium glabellum Delile[5]

## Nombres comunes
- Castellano: agujas, alfileres, alfilericos, alfilerillos, alfileteros, cigüeña malva, espetones, filamaría, hierba de la raíz cortá, hierba de San Roberto, malva, malva de África, malva de África, mata de alfileres, relojes, relojicos, relojitos.[4]